# Capocannonieri del Campionato Sammarinese
In questa pagina sono riportati, in ordine cronologico, i calciatori che hanno vinto la classifica dei marcatori del massimo campionato di calcio di massimo livello di San Marino, il Campionato Sammarinese. La classifica marcatori esclude il girone play-off scudetto. 

## Vincitori della classifica marcatori della massima serie sammarinese

### Campionato a girone unico (1985-1996, 2020-in corso)
| Stagione | Nazione                   | Giocatore          | Squadra   | Reti |
| -------- | ------------------------- | ------------------ | --------- | ---- |
| 1985-86  | San Marino (bandiera)     | Teodoro Bernardini | Libertas  | 16   |
| 1986-87  | Italia (bandiera)         | Maurizio Gasperoni | Faetano   | 18   |
| 1987-88  | San Marino (bandiera)     | Teodoro Bernardini | Libertas  | 23   |
| 1988-89  | San Marino (bandiera)     | Teodoro Bernardini | Libertas  | 14   |
| 1989-90  | non conosciuta (bandiera) | Sconosciuto        | ?         | –    |
| 1990-91  | non conosciuta (bandiera) | Sconosciuto        | ?         | –    |
| 1991-92  | non conosciuta (bandiera) | Sconosciuto        | ?         | –    |
| 1992-93  | non conosciuta (bandiera) | Sconosciuto        | ?         | –    |
| 1993-94  | non conosciuta (bandiera) | Sconosciuto        | ?         | –    |
| 1994-95  | non conosciuta (bandiera) | Sconosciuto        | ?         | –    |
| 1994-95  | non conosciuta (bandiera) | Sconosciuto        | ?         | –    |
| 1995-96  | non conosciuta (bandiera) | Sconosciuto        | ?         | –    |
| 2020-21  | Italia (bandiera)         | Imre Badalassi     | Folgore   | 13   |
| 2021-22  | Italia (bandiera)         | Imre Badalassi     | Tre Penne | 24   |

### Campionato a due gironi (1996-2020)
| Stagione | Nazione                                       | Giocatore                      | Squadra         | Reti |
| -------- | --------------------------------------------- | ------------------------------ | --------------- | ---- |
| 1996-97  | non conosciuta (bandiera)                     | Sconosciuto                    | ?               | –    |
| 1997-98  | non conosciuta (bandiera)                     | Sconosciuto                    | ?               | –    |
| 1998-99  | non conosciuta (bandiera)                     | Sconosciuto                    | ?               | –    |
| 1999-00  | non conosciuta (bandiera)                     | Sconosciuto                    | ?               | –    |
| 2000-01  | San Marino (bandiera)                         | Giancarlo Carnevali            | Libertas        | 22   |
| 2001-02  | non conosciuta (bandiera)                     | Sconosciuto                    | ?               | –    |
| 2002-03  | non conosciuta (bandiera)                     | Sconosciuto                    | ?               | –    |
| 2003-04  | Marocco (bandiera)                            | Mohammed Zaboul                | Pennarossa      | 24   |
| 2004-05  | non conosciuta (bandiera)                     | Sconosciuto                    | ?               | –    |
| 2005-06  | non conosciuta (bandiera)                     | Sconosciuto                    | ?               | –    |
| 2006-07  | non conosciuta (bandiera)                     | Sconosciuto                    | ?               | –    |
| 2007-08  | non conosciuta (bandiera)                     | Sconosciuto                    | ?               | –    |
| 2008-09  | San Marino (bandiera)                         | Marco Fantini                  | Juvenes         | 16   |
| 2009-10  | Italia (bandiera)                             | Simon Parma                    | La Fiorita      | 13   |
| 2010-11  | San Marino (bandiera) · San Marino (bandiera) | Marco Fantini Francesco Viroli | Juvenes Faetano | 12   |
| 2011-12  | Argentina (bandiera)                          | Cristian Menin                 | Cosmos          | 11   |
| 2012-13  | San Marino (bandiera)                         | Alberto Cannini                | Juvenes         | 17   |
| 2013-14  | non conosciuta (bandiera)                     | Sconosciuto                    | ?               | –8   |
| 2014-15  | non conosciuta (bandiera)                     | Sconosciuto                    | ?               | –    |
| 2015-16  | non conosciuta (bandiera)                     | Sconosciuto                    | ?               | –    |
| 2016-17  | non conosciuta (bandiera)                     | Sconosciuto                    | ?               | –    |
| 2017-18  | non conosciuta (bandiera)                     | Sconosciuto                    | ?               | –    |
| 2018-19  | non conosciuta (bandiera)                     | Sconosciuto                    | ?               | –    |
| 2019-20  | non conosciuta (bandiera)                     | Sconosciuto                    | ?               | –    |

| Stagione | Nazione                                                       | Giocatore                                   | Squadra                 | Reti |
| -------- | ------------------------------------------------------------- | ------------------------------------------- | ----------------------- | ---- |
| 1996-97  | non conosciuta (bandiera)                                     | Sconosciuto                                 | ?                       | –    |
| 1997-98  | San Marino (bandiera)                                         | Damiano Vannucci                            | Virtus                  | 21   |
| 1998-99  | non conosciuta (bandiera)                                     | Sconosciuto                                 | ?                       | –    |
| 1999-00  | San Marino (bandiera)                                         | Giancarlo Carnevali                         | Libertas                | 17   |
| 2000-01  | non conosciuta (bandiera)                                     | Sconosciuto                                 | ?                       | –    |
| 2001-02  | non conosciuta (bandiera)                                     | Sconosciuto                                 | ?                       | –    |
| 2002-03  | non conosciuta (bandiera)                                     | Sconosciuto                                 | ?                       | –    |
| 2003-04  | San Marino (bandiera)                                         | Damiano Vannucci                            | Virtus                  | 15   |
| 2004-05  | San Marino (bandiera)                                         | Matteo Pazzaglia                            | Montevito               | 19   |
| 2005-06  | Marocco (bandiera)                                            | Mohammed Zaboul                             | Pennarossa              | 20   |
| 2006-07  | non conosciuta (bandiera)                                     | Sconosciuto                                 | ?                       | –    |
| 2007-08  | non conosciuta (bandiera)                                     | Sconosciuto                                 | ?                       | –    |
| 2008-09  | Marocco (bandiera)                                            | Mohammed Zaboul                             | Murata                  | 21   |
| 2009-10  | non conosciuta (bandiera)                                     | Sconosciuto                                 | ?                       | –    |
| 2010-11  | San Marino (bandiera) · Italia (bandiera) · Italia (bandiera) | José Hirsch Alessandro Giunta Roberto Gatti | Virtus Tre Fiori Murata | 12   |
| 2011-12  | Italia (bandiera)                                             | Simon Parma                                 | La Fiorita              | 11   |
| 2012-13  | San Marino (bandiera)                                         | Denis Iencinella                            | Fiorentino              | 17   |
| 2013-14  | Italia (bandiera) · Romania (bandiera)                        | Giacomo Gualtieri Valentin Grigore          | La Fiorita Cosmos       | 18   |
| 2014-15  | Italia (bandiera)                                             | Daniele Friguglietti                        | San Giovanni            | 16   |
| 2015-16  | Italia (bandiera)                                             | Marco Martini                               | La Fiorita              | 19   |
| 2016-17  | Italia (bandiera)                                             | Marco Martini                               | La Fiorita              | 25   |
| 2017-18  | Italia (bandiera)                                             | Imre Badalassi                              | Tre Fiori               | 18   |
| 2018-19  | non conosciuta (bandiera)                                     | Sconosciuto                                 | ?                       | –    |
| 2019-20  | non conosciuta (bandiera)                                     | Sconosciuto                                 | ?                       | –    |

## Statistiche
Per molti campionati i cannonieri sono ignoti.

### Vincitori classifica marcatori per squadra
- 6  Libertas
- 5  La Fiorita
- 3  Cosmos,  Juvenes,  Virtus
- 2  Faetano,  Murata,  Pennarossa,  Tre Fiori
- 1  Fiorentino,  Folgore  Montevito,  San Giovanni,  Tre Penne

### Vincitori classifica marcatori per nazionalità
- 15  San Marino
- 12  Italia
- 3  Marocco
- 2  Romania
- 1  Argentina

### Plurivincitori
- 3 volte: Imre Bedalassi (1  Tre Fiori, 1  Folgore, 1  Tre Penne) Mohammed Zaboul (2  Pennarossa, 1  Murata), Teodoro Bernardini (3  Libertas)
- 2 volte: Damiano Vannucci (2  Virtus), Giancarlo Carnevali (2  Libertas), Marco Martini (2  La Fiorita), Marco Fantini (2  Juvenes), Simon Parma (2  La Fiorita)